# Cheng Yi
Cheng Yi (ur. 1033, zm. 1107) – uczony z czasów dynastii Song. Jeden z twórców neokonfucjanizmu, zaliczany do Pięciu Mistrzów początkowego okresu rządów Songów. 
Młodszy brat Cheng Hao; bracia Cheng pochodzili z urzędniczej rodziny uczonych konfucjańskich (ich wujem był Zhang Zai); nauki pobierali u Zhou Dunyi. Cheng Yi odnosił sukcesy w Akademii Cesarskiej, nie uzyskał wszakże najwyższego stopnia urzędniczego jinshi. Następnie nauczał w Luoyangu, gromadząc wokół siebie grupkę uczniów zwanych „czterema mistrzami szkoły Cheng”. Mianowany nauczycielem cesarza, nie zyskał popularności na dworze, ze względu na surowość i duże wymagania. Był przeciwnikiem Wang Anshi i to zaangażowanie w politykę spowodowało jego banicję, a następnie trudności w nauczaniu i zniszczenie pism. Uniewinniony został dopiero na rok przed śmiercią.
Jego działalność jako filozofa często łączyła się z aktywnością Cheng Hao. Razem podejmowali refleksje o sercu-umyśle, naturze ludzkiej, Niebiańskiej Zasadzie czy samodoskonaleniu. Bracia uznawali dychotomię stanowiącej budulec wszechświata siły materialnej qi oraz pierwotnej i nadrzędnej wobec niej zasady li. Ich wspólne poglądy legły u podstaw szkoły Luoxue. 
Jego samodzielnie rozwijane koncepcje koncentrowały się wokół zasady (li), mającej stanowić podstawę wszystkich rzeczy i zdarzeń. Uznawał, że jest ona niezmienna i wieczna, a jej zrozumienie stanowi ważny element duchowego doskonalenia. Ludzkie serce-umysł (xin) i natura (xing) pochodzą od li, podobnie jak budujące świat qi, które może być czyste lub zmącone. Ponieważ ludzkie serce-umysł pochodzi od li, jest w nim zaszczepiona naturalna dobroć, której możemy nie dostrzegać jeśli nasze qi jest wzburzone. Dlatego kluczowe jest studiowanie i samodoskonalenie, by odkryć tę wewnętrzną dobroć.